# 相馬益胤
相馬 益胤（そうま ますたね）は、江戸時代後期の大名。相馬氏第27代当主。陸奥相馬中村藩第11代藩主。第9代藩主・相馬祥胤の四男。正室は松平頼慎（水戸藩支流）の娘。従五位下、長門守。

## 経歴
文化10年（1813年）9月22日、兄である相馬樹胤の養子となる。同年10月15日、将軍徳川家斉に拝謁する。同年11月10日、養父樹胤の隠居により第11代藩主に就任した。なお、樹胤の生母は側室、益胤の実母は正室であった。同年12月16日、従五位下長門守に叙任。文化14年（1817年）から藩政改革に着手し、財政建て直しを図った。天保6年（1835年）3月7日、隠居し、家督を長男・充胤に譲った。弘化2年（1845年）死去。

## 系譜
父母
- 相馬祥胤（実父）
- 久美姫 ー 松平忠告の娘（実母）
- 相馬樹胤（養父）

正室
- 高 ー 松平頼慎の娘

側室
- 池田氏
- 於藤

子女
- 相馬充胤（長男）生母は高（正室）
- 佐竹義典（次男）生母は高（正室）
- 佐竹義堯（三男）生母は池田氏（側室）
- 佐竹義諶（四男）生母は池田氏（側室）
- 岡田泰胤（五男）生母は於藤（側室）
- 青山幸礼継室後に織田信学正室、生母は高（正室）
- 相馬糸子 ー 織田信学継室
- 相馬胤就室
- 相馬維子 ー 松前崇広室
- 相馬胤真室